# Tolkwetenschap
Tolkwetenschap (Engels: interpreting studies) is de tak van de vertaalwetenschap die zich bezighoudt met de systematische studie van verschillende aspecten van het tolken.

## Geschiedenis
In de jaren 50 en 60 begon tolkwetenschap als prescriptief onderzoek naar de taken van de (conferentie)tolk (Jean Herbert (Manuel de l'Interprète, 1952), François Rozan (La prise de notes en interprétation consécutive, 1956), Danica Seleskovitch (L'Interprétation de Conférence, 1962)). 
Vanaf de jaren 60 en 70 werd de overstap gemaakt naar meer psychologisch-cognitief tolkonderzoek (de cognitieve, neuro- en psycholinguïstische stroming met onder anderen Pierre Oléron (eerste experimentele studie over simultaantolken in 1965), Frieda Goldman-Eisler, Henri Barik, David Gerver, Ingrid Pinter). Het empirisch onderzoek werd tussen de jaren 60 en 80 verder uitgebreid (Ghelly Chernov, Danica Seleskovitch en Marianne Lederer (ESIT, théorie du sens), Barbara Moser-Mercer, Daniel Gile (Effort models)). In 1996 werd het eerste peerreviewd tolkwetenschappelijke tijdschrift boven de doopvont gehouden (Interpreting).
Vanaf begin jaren 90 kwam er ook meer aandacht voor de sociale dimensie en andere tolkwerkvelden zoals sociaal tolken (gesprekstolken), gebarentolken, gerechtstolken (de interactionele, sociale stroming met o.a. Holly Mikkelson en Cecilia Wadensjö). In 1995 werd hierover de eerste tolkwetenschappelijke conferentie The Critical Link gehouden in Toronto.